# Crotalaria leonardiana
Crotalaria leonardiana är en ärtväxtart som beskrevs av Timp.. Crotalaria leonardiana ingår i släktet sunnhampor, och familjen ärtväxter. Inga underarter finns listade i Catalogue of Life.